# Битва при Идиставизо
Би́тва при Идистави́зо — крупная битва между вторгнувшимися в Германию римлянами под командованием Германика и ополчением германских племён под командованием Арминия. Основной источник — «Анналы» Тацита, написанные примерно через 100 лет после похода Германика.

## Предыстория
В I веке до н. э. римляне начали экспансию на земли германских племён. В правление Октавиана Августа полководцами Нероном Клавдием Друзом и Тиберием Клавдием Нероном (будущим императором) была проведена масштабная кампания по покорению Германии. К концу I века до н. э. римляне контролировали территорию вплоть до Эльбы (лат. Albis), на ней была образована новая провинция. Но в 6 году вспыхнуло мощное восстание в Паннонии, и значительная часть римских войск из Германии была переброшена на его подавление. Воспользовавшись этим, германцы перешли в наступление, в 9 году нанеся под командованием вождя херусков Арминия сокрушительное поражение римлянам в Тевтобургском Лесу. Август отказался от идеи завоевания Германии и отвёл войска за Рейн. Однако при его преемнике Тиберии сын Нерона Клавдия Друза Германик несколько раз вторгался крупными силами на территорию Германии с целью восстановления престижа Рима и ослабления враждебных племён.
Кампания 16 года была тщательно подготовлена и преследовала цель разгрома херусков. Было построено 1000 транспортных судов, на которых армия достигла по Северному морю устья Эмса (лат. Amisia), а затем двинулась сухим путём вверх по реке, обходя Тевтобургский Лес. От верховий Эмса Германик направился к Везеру (лат. Visurgis), где на другом берегу его ждали Арминий и его дядя Ингвиомер с ополчением германских племён под эгидой херусков.
Сначала, очевидно для разведки боем, Германик приказал перейти реку вброд только кавалерии под командованием Луция Стертиния и центуриона первого манипула Эмилия. Отряд союзных римлянам батавов херуски заманили в ловушку, вождь батавов
Хариовальда и многие знатные воины были убиты, но оставшиеся были спасены подоспевшими всадниками Стертиния и Эмилия.

## Место битвы
Тацит описывает Идиставизо (лат. campus Idistaviso) как равнину на берегу Везера между рекой и холмами, имеющую неровные очертания. Историки предполагают, что долина Идиставизо находилась выше нынешнего Мюндена, недалеко от Вестфальских ворот. Название «Идиставизо» чаще всего интерпретируется в соответствии с гипотезой Якоба Гримма как «Долина дев».

## Силы сторон
Римляне двигались в следующем боевом порядке: впереди вспомогательные отряды галлов и германцев, за ними пешие лучники; затем 4 легиона (I Германский, V Жаворонков, XX Валериев Победоносный и XXI Стремительный) и командующий с 2 преторианскими когортами и отборной конницей; далее столько же легионов (II Августов, XIII Сдвоенный, XIV Сдвоенный, XVI Галльский) и легковооружённые воины вместе с конными лучниками и когортами союзников. Таким образом, общую численность римской армии можно оценить приблизительно в 74—80 тысяч человек. Достоверных данных о численности войска Арминия нет; Джон Вэрри оценивает его в 40—50 тысяч воинов, включая небольшое количество конницы.

## Ход битвы
Германцы, расположившиеся на равнинах, опушках лесов и вершинах холмов (херуски), атаковали первыми. Римский полководец приказал части конницы напасть на них с фланга, а Луцию Стертинию c остальными всадниками обойти врага и ударить на него с тыла; сам он должен был в подходящий момент оказать им поддержку. Одновременная атака с двух сторон вызвала у германцев замешательство. Арминий, воодушевлявший своих воинов в гуще боя, был ранен, но смог пробиться через римские порядки; бежал и Ингвиомер. По утверждению Тацита, эта победа «почти не стоила крови» римлянам, германцы же понесли огромные потери в ходе отступления, попыток переправиться через реку и скрыться в лесу. Воины на поле битвы провозгласили Германика императором и, соорудив насыпь, водрузили на неё захваченное оружие в виде трофея с надписью, в которой были поименованы побеждённые племена.

## Последствия
Германцы попытались взять реванш, но в ходе нового сражения (так называемого сражения у вала ангривариев) были уничтожены: Германик приказал не брать пленных. Арминий снова бежал. Несмотря на большие потери, понесённые от штормов при возвращении флота, кампания 16 года была наивысшим успехом Германика, считавшего, что ещё год, и Германия снова станет римской. Но Тиберий под благовидными предлогами снял Германика с поста командующего и вернул его в Рим, по версии Тацита — опасаясь роста его популярности, а возможно, убедившись в нецелесообразности удержания Германии. Тем не менее Германику был назначен полноценный триумф (один из последних известных случаев назначения триумфа не принцепсу — впоследствии победоносным полководцам даровались лишь так называемые триумфальные знаки отличия).

## В культуре
- По сюжету романа М. А. Булгакова «Мастер и Маргарита» Понтий Пилат принимал участие в битве при Идиставизо, командуя турмой, и спас от гибели окружённого германцами центуриона Марка Крысобоя.
- Некая битва, датируемая 16 годом н. э., фигурирует в клипе «Deutschland» немецкой рок-группы «Rammstein».

## Интересные факты
- Немецкий историк Г. Дельбрюк отрицал историчность описания битвы при Идиставизо у Тацита, относя этот эпизод «Анналов» к области патриотического вымысла и допуская лишь факт небольшой стычки[6].
- В рядах римских вспомогательных войск сражался родной брат Арминия — Флав (лат. Flavus)[7].

### Первичные источники
- Публий Корнелий Тацит. Анналы, II, 6—18.

### Вторичные источники
- Идиставизо // Энциклопедический словарь Брокгауза и Ефрона : в 86 т. (82 т. и 4 доп.). — СПб., 1890—1907.
- Харботл, Томас. Идиставизо // Битвы мировой истории = Dictionary of Battles. — М.: Внешсигма, 1993. — 576 с. — 38 000 экз. — ISBN 5-8629-19-5.